# 水星音樂獎
水星音樂獎（Mercury Prize，又稱Mercury Music Prize、Nationwide Mercury Prize），是英國一年一度的音樂獎，表揚對象是英國或愛爾蘭的年度最佳專輯。水星音樂獎由英國唱片業協會（BPI）及英國唱片商公會（BARD，the British Association of Record Dealers）於1992年創辦，作為全英音樂獎之外的音樂獎項選擇。水星音樂獎原是由現已倒閉的水星電信公司贊助，1998年、2002年分別改由Technics、Panasonic贊助，2004年起則是由全英房屋抵押貸款協會（Nationwide Building Society）贊助。評審團是由英國及愛爾蘭的音樂家、音樂企業高層、記者等唱片工業人士所組成，並且通常於七月公布提名專輯、九月舉行頒獎典禮。

## 相關網站
- 水星音樂獎官方網站